# Nicolas Lorin
Pour les articles homonymes, voir Lorin.
Nicolas Lorin est un peintre-verrier, né à Nepvant (Meuse) le 8 mai 1833 et mort à Chartres (Eure-et-Loir) le 8 octobre 1882 à l'âge de 49 ans.

## Nicolas Lorin, fondateur des ateliers Lorin

### Biographie
Originaire de la Meuse, Nicolas Lorin est domicilié au Mesnil-Saint-Firmin (Oise) lors de son mariage avec Marie-Françoise Dian le 25 avril 1863. Le Mesnil-Saint-Firmin accueille en effet la fabrique de vitraux peints Latteux Bazin, dans laquelle Nicolas Lorin travaille.
L'année de son mariage, il s'installe à Chartres, d'abord dans le quartier Saint-Chéron, puis, six ans plus tard, en 1869, dans la « basse » ville au bord de l'Eure, à l'emplacement d'une ancienne tannerie.
En 1866 naît leur fils Charles Lorin.
En 1875, une succursale est ouverte à Paris, au 102 rue du Cherche-Midi. Elle déménagera plusieurs fois au sein de Paris et sera définitivement close dans les années 1970. 
En 1878, les ateliers Lorin emploient 35 personnes.

### Associés
Les associés cartonniers connus sont les suivants:
Fialeix A. (cartonnier et collaborateur), 
Crauk C.A., 
Queynoux M.P., 
Desborde, 
Lelouch, 
Michaut, 
Raverat, 
Revel, 
Dubois, 
Julian, 
Sauvé.

### Œuvres
La période d'activité de Nicolas Lorin s'étend de 1864 à sa mort en 1882.

#### Œuvres signées

Œuvres de Nicolas Lorin
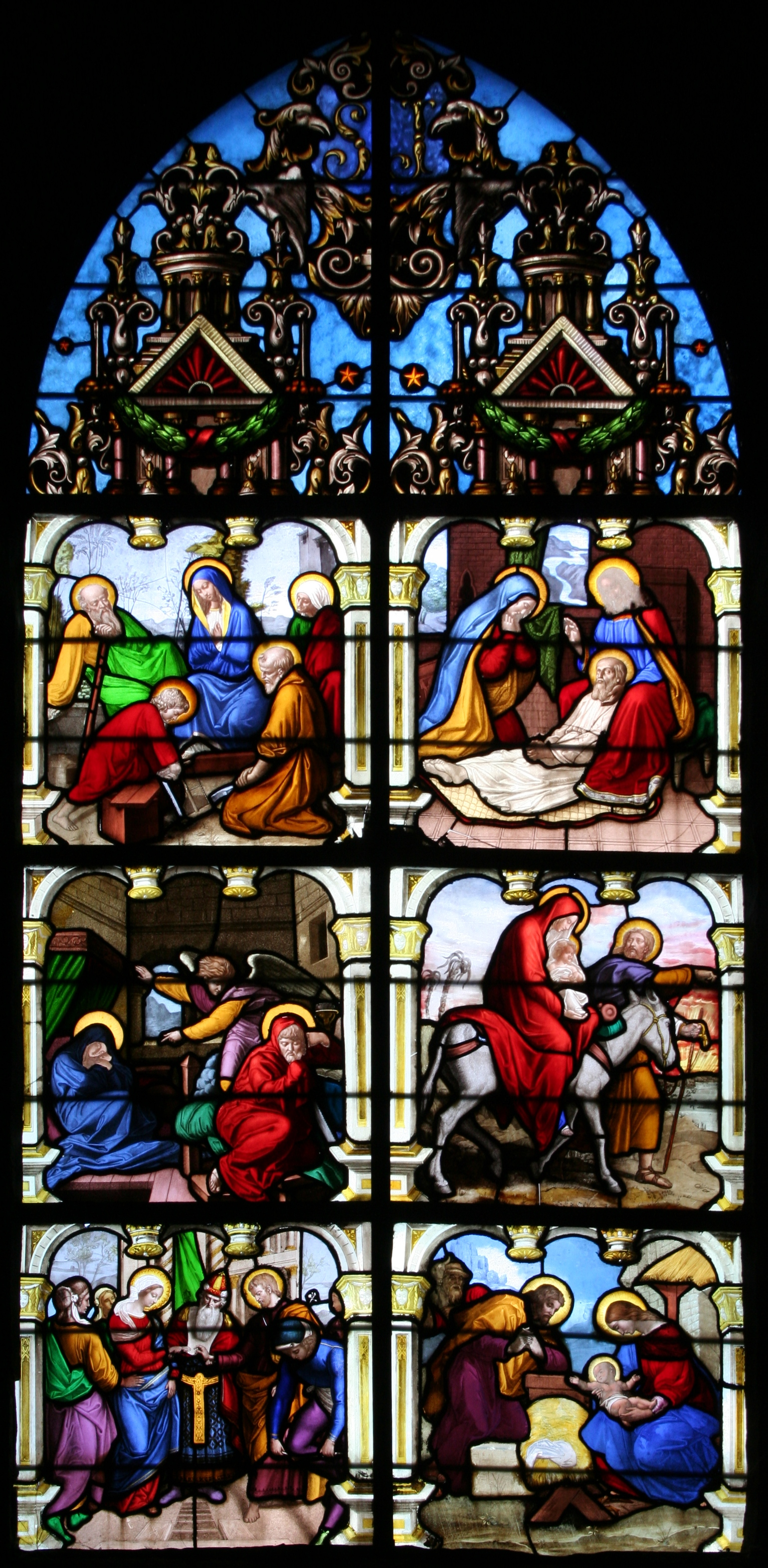
1865 Chapelle Saint-Joseph Église Saint-Aignan de Chartres (Eure-et-Loir).
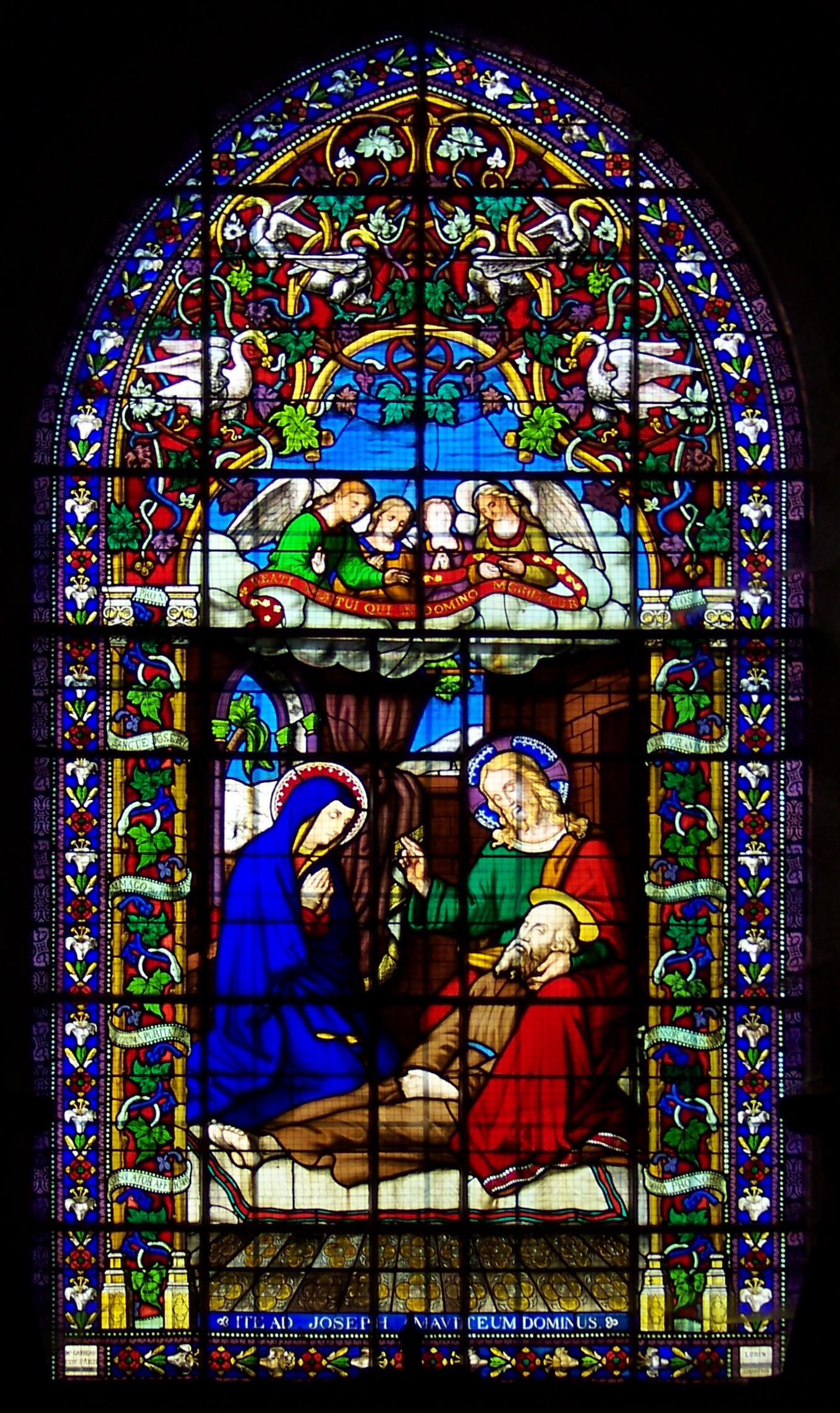
1866 La mort de Joseph Église d'Ablis (Yvelines).
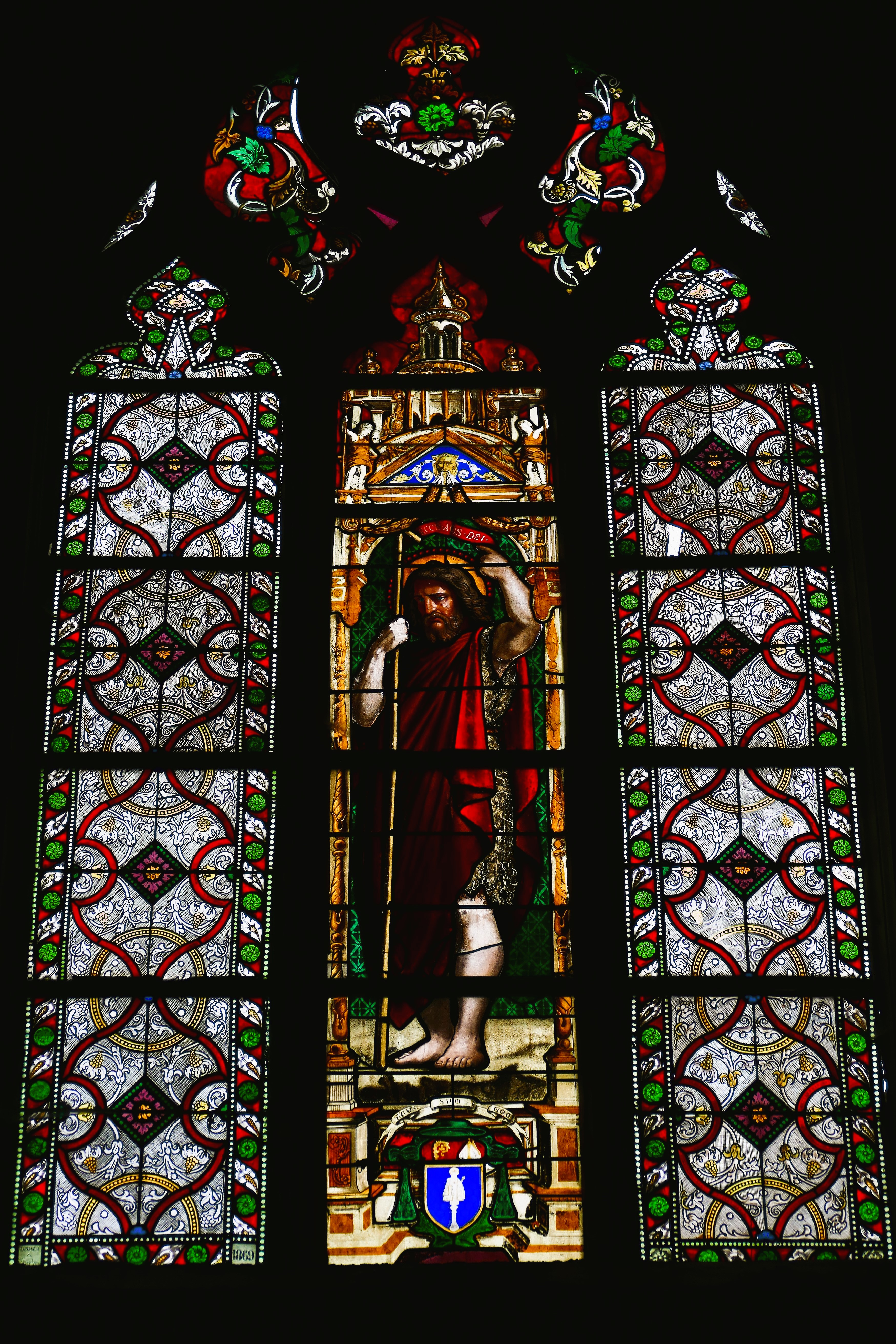
1869 Ecce agnus dei Église de Pontgouin (Eure-et-Loir).
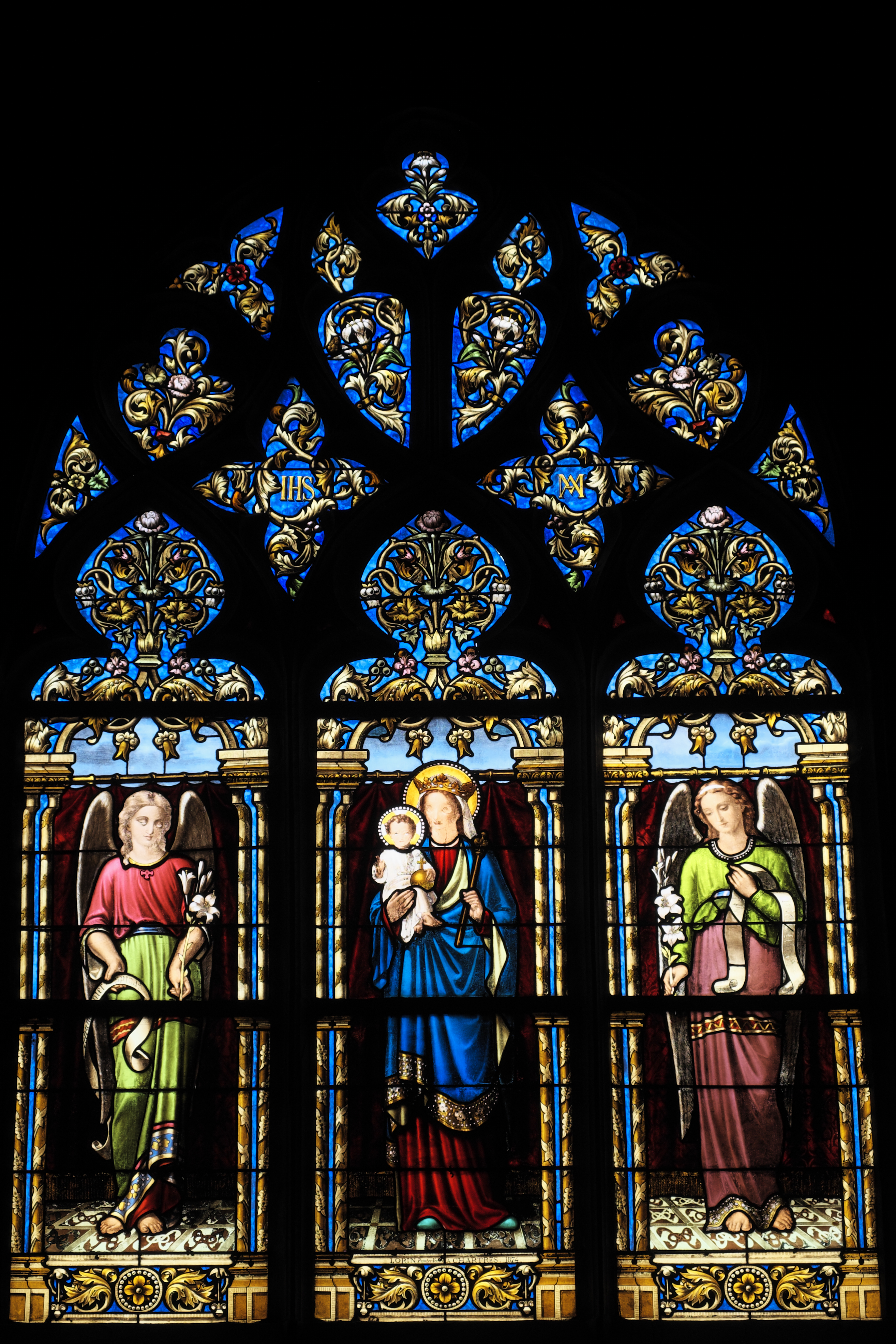
1874 Marie et Jésus entourés d'anges portant des lys Église de Dourdan (Essonne).
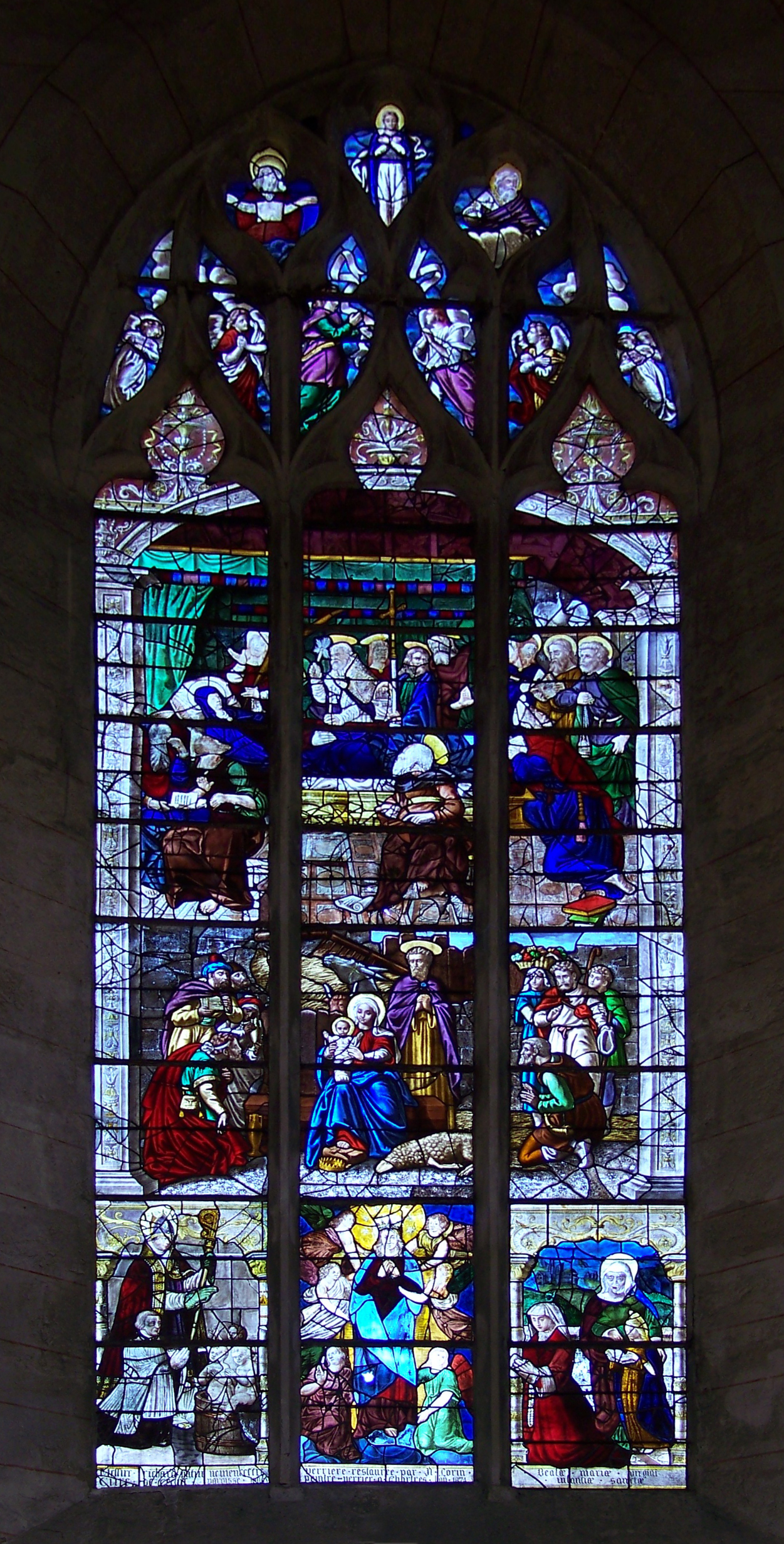
1874 (restauration) Église d'Ablis (Yvelines).
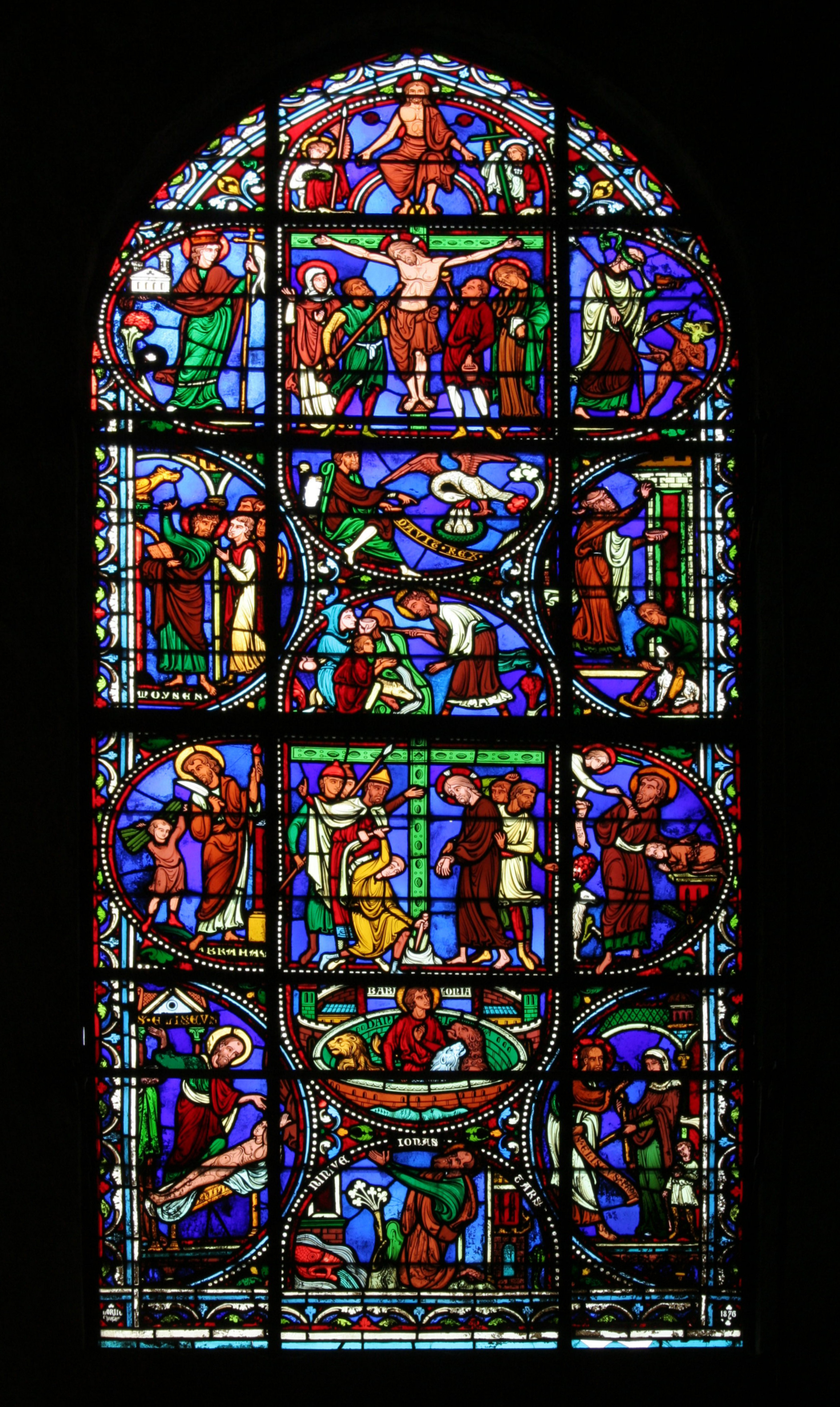
1876 Église Saint-Pierre de Chartres (Eure-et-Loir).
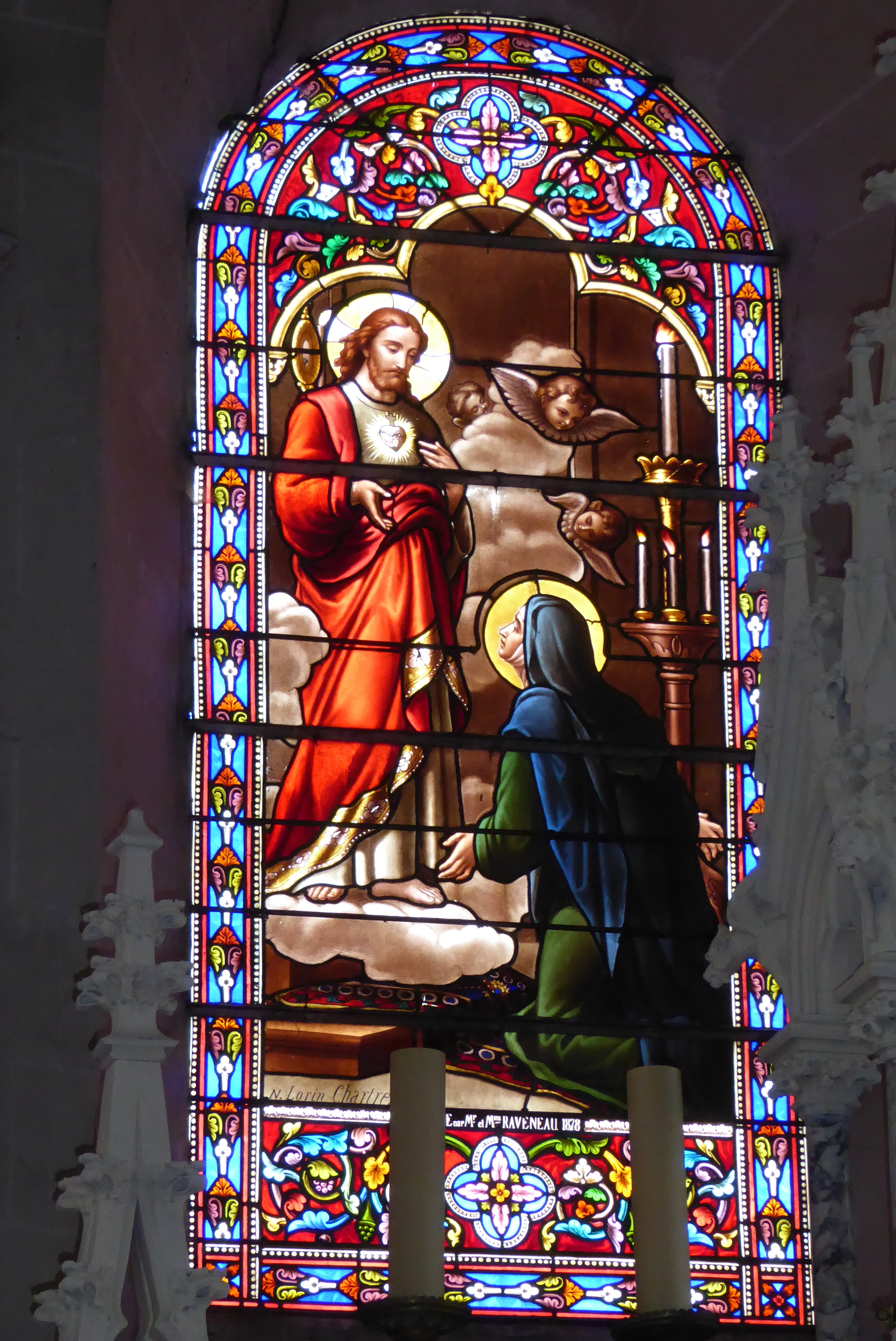
1878 Église de Brezolles (Eure-et-Loir).
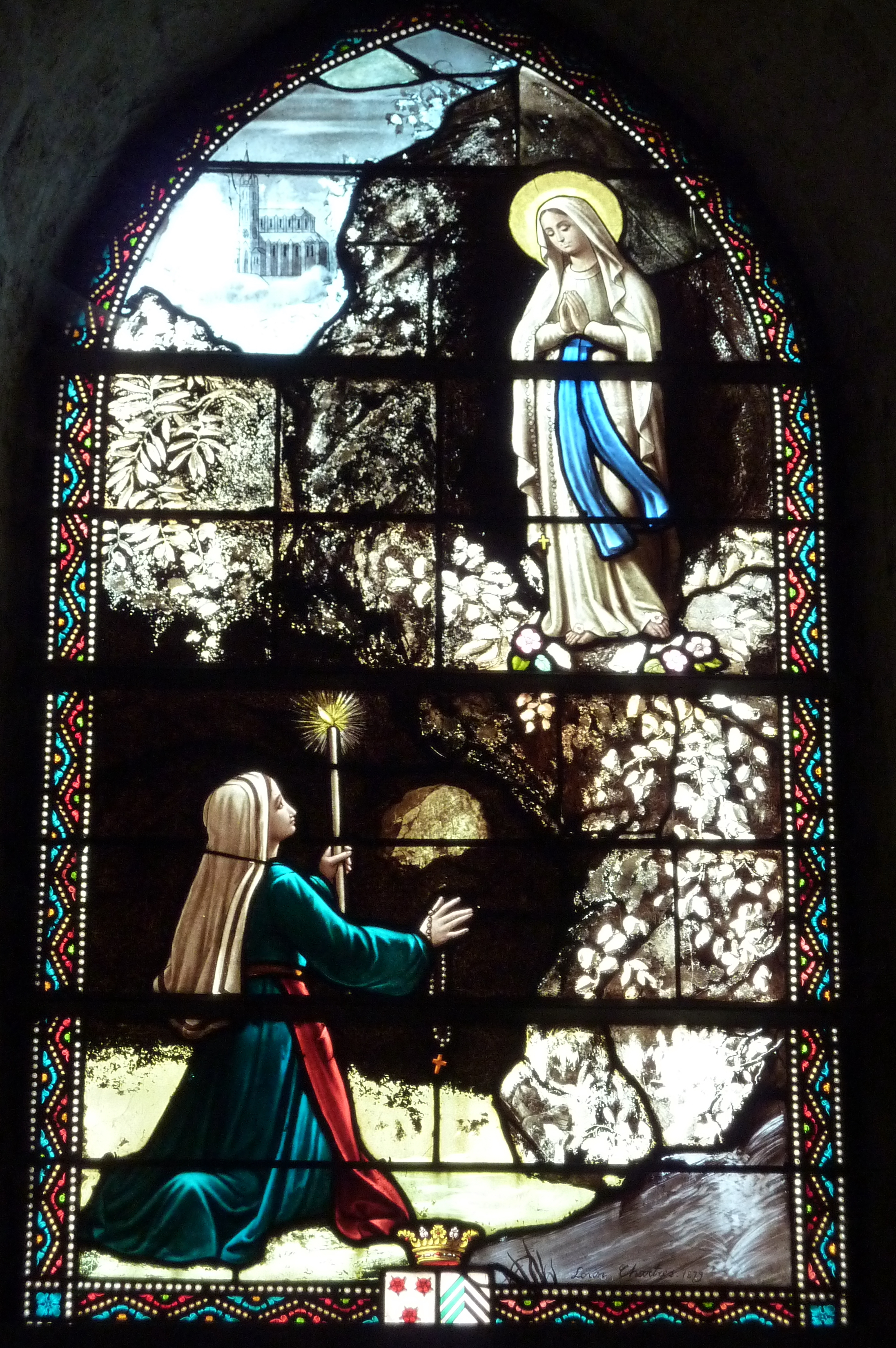
1879 Apparition de la Vierge à Bernadette Soubirous[7] Église d'Étampes (Essonne).
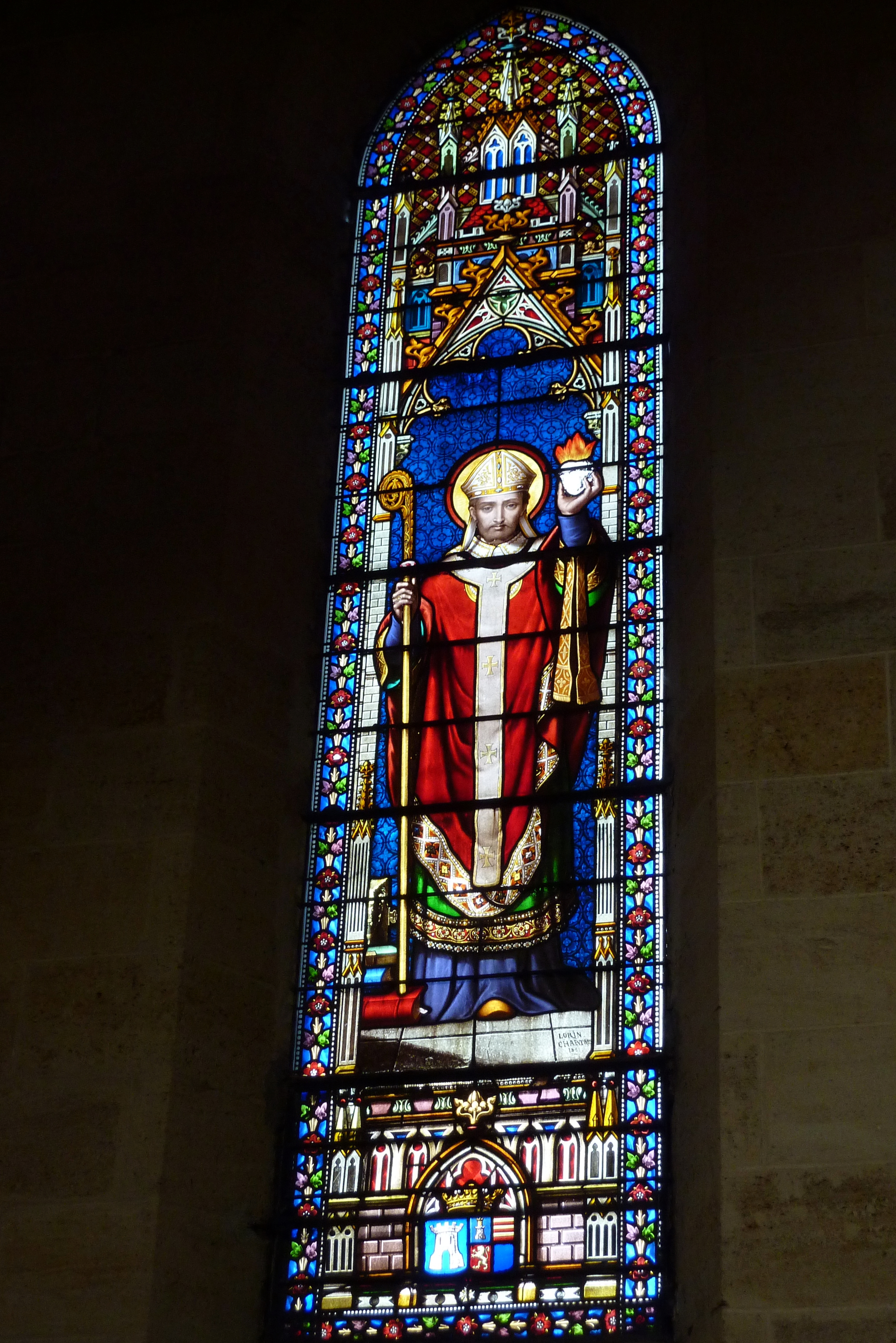
1881 Église Saint-Louis-des-Chartrons  de Bordeaux (Gironde).
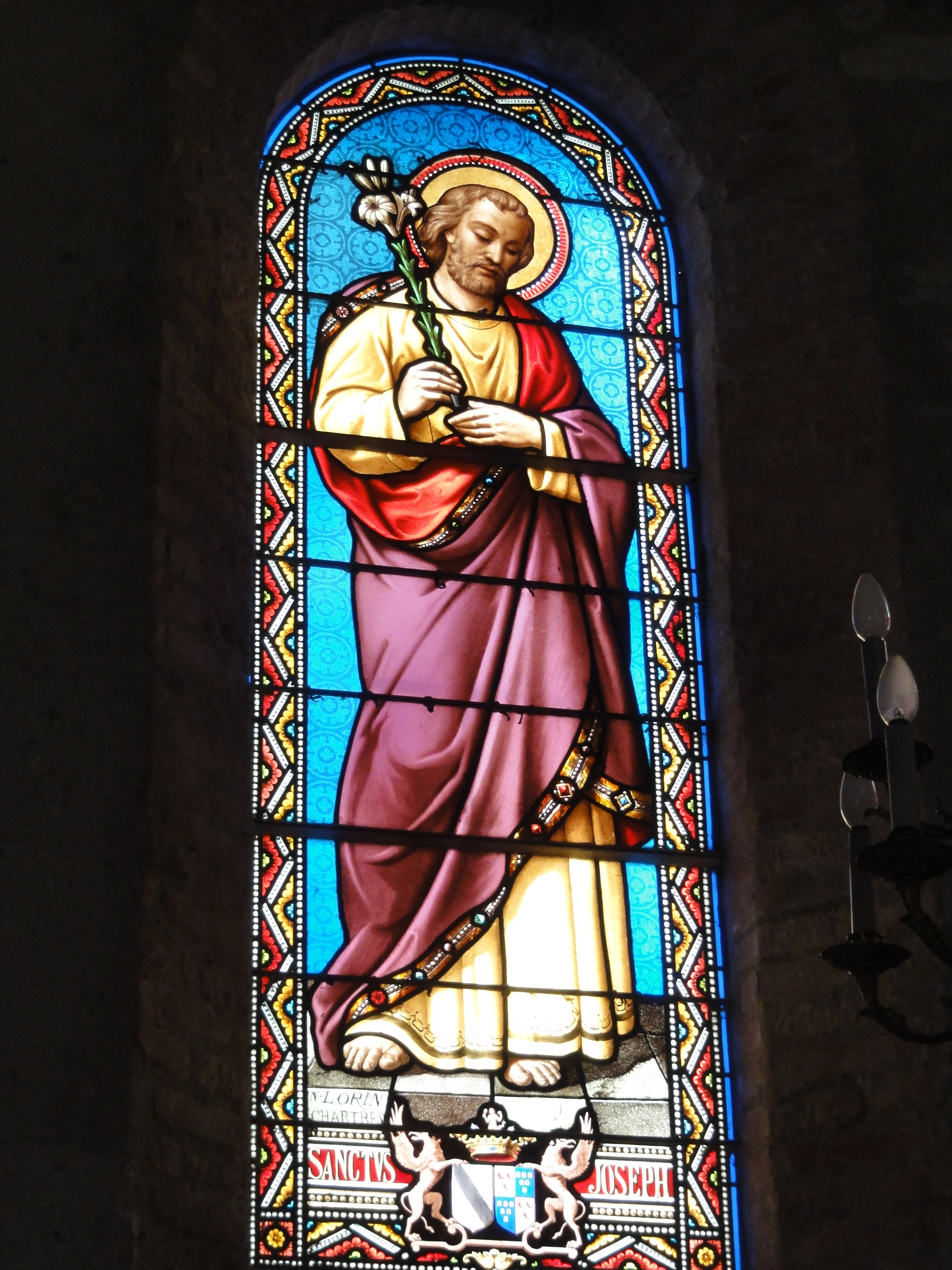
Non daté Saint Joseph, baie 1[8] Église de Lailly-en-Val (Loiret).
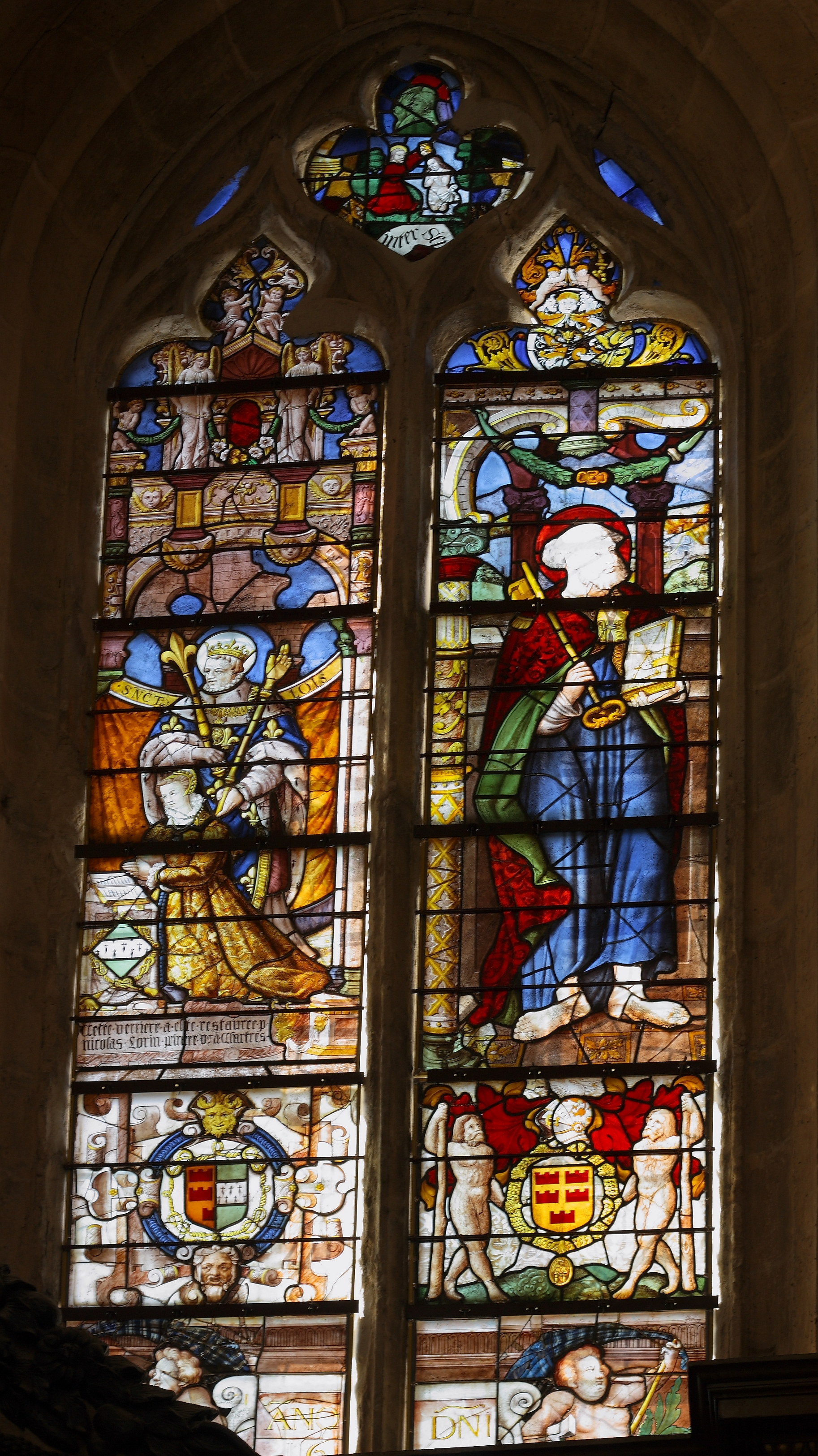
Restauration (non datée) Église de Crouy-sur-Ourcq (Seine-et-Marne).
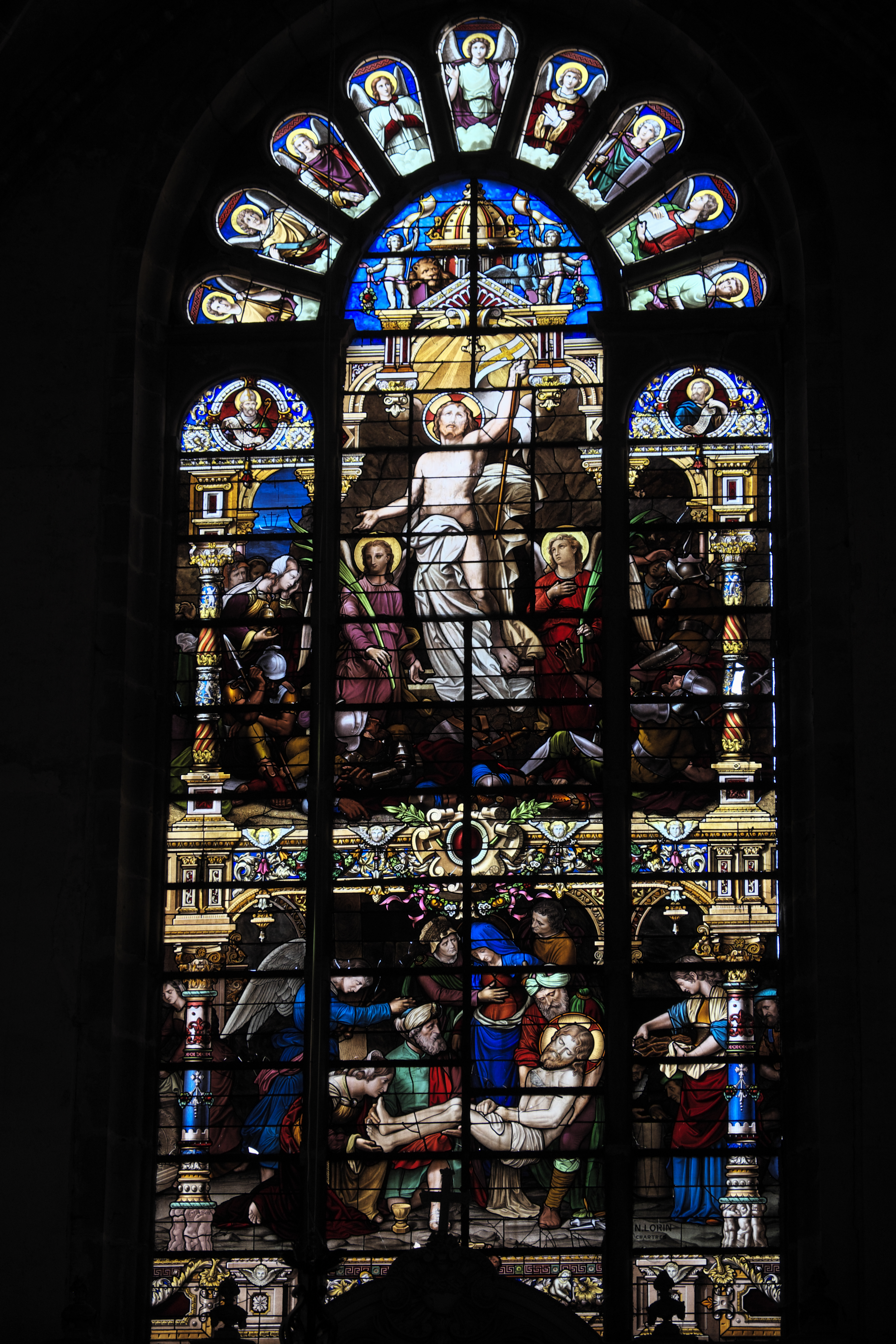
Non daté Abbaye Saint-Michel de Saint-Mihiel (Meuse).

#### Œuvres répertoriées
- 1864-1866, église Saint-Martin de Samer, Pas-de-Calais : 6 verrières (baies 1, 2, 4, 5, 6 et 7)[9] ;
- 1868, 1873 et 1880, église Sainte-Anne d'Amiens, Somme : 19 verrières réalisées sur des cartons de Charles Crauk[10],[11],[12],[13],[14],[15],[16] ;
- 1880, église Saint-Gilles de Vieille-Église-en-Yvelines, Yvelines : saint Joseph portant l'Enfant Jésus (baie 7)[17]
- non daté, église Saint-Médard de Chalo-Saint-Mars, Essonne : 2 verrières, Assomption, Apparition du Christ (baies 1, 2)[18]

## Marie-Françoise Dian, veuve Nicolas Lorin
À la mort de son époux, Marie-Françoise Dian, sa veuve, reprend les ateliers : leur fils Charles n'a alors que 16 ans. Sa période d'activité débute en 1882 et semble se poursuivre jusqu'en 1895, dont une participation à l'Exposition universelle de Paris de 1889.

### Associés
Les associés cartonniers connus sont les suivants :
Charles Crauk (cartonnier et collaborateur), 
Queynoux M.P., 
Michaut, 
Martin, 
Julian, 
Revel, 
Léon, 
Dubois, 
Sauvé.
Par comparaison avec la liste des anciens associés de Nicolas Lorin, il apparaît que six collaborateurs (en gras ci-dessus) étaient déjà présents dans l'équipe précédente.

### Œuvres
Durant cette période, les œuvres sont signées sans mention de prénom. Exceptionnellement, figure la signature « V. Lorin », par exemple en 1884 dans l'église Saint-Aubin d'Houlgate ou en 1887 dans l'Église Sainte-Marie-Madeleine de Marcoussis.
Sont notamment répertoriées les réalisations suivantes :
- 1890, 1893-1895, 1897 : 12 verrières de l'église Saint-Étienne de Janville
- 1895-1896 : 15 verrières  pour la chapelle Notre-Dame de du Perpétuel Secours, Tence (Haute-Loire)[20] ;

Œuvres « Lorin ou Veuve Nicolas Lorin »
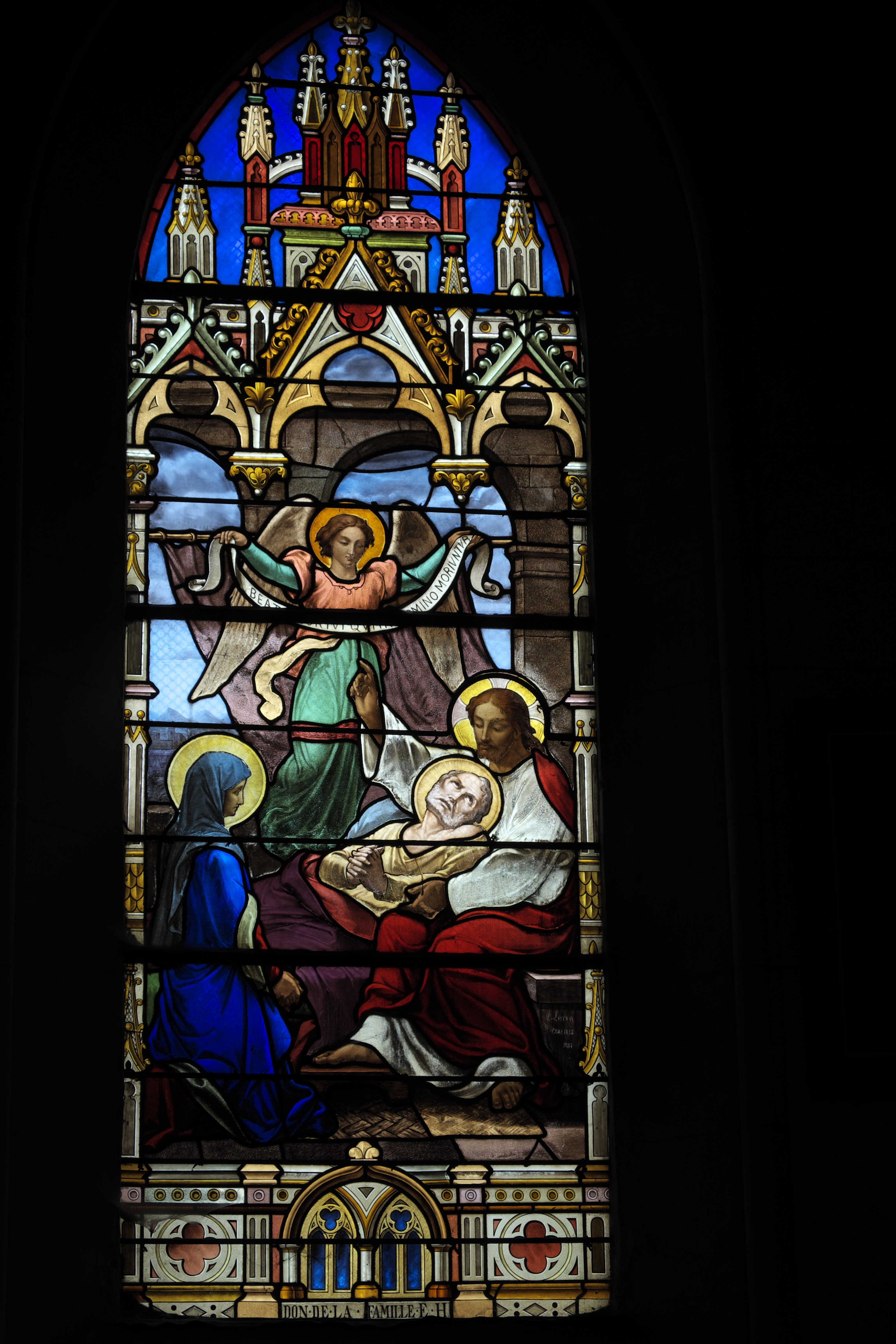
1884 La mort de Joseph Signature : V Lorin Église d'Houlgate Calvados.
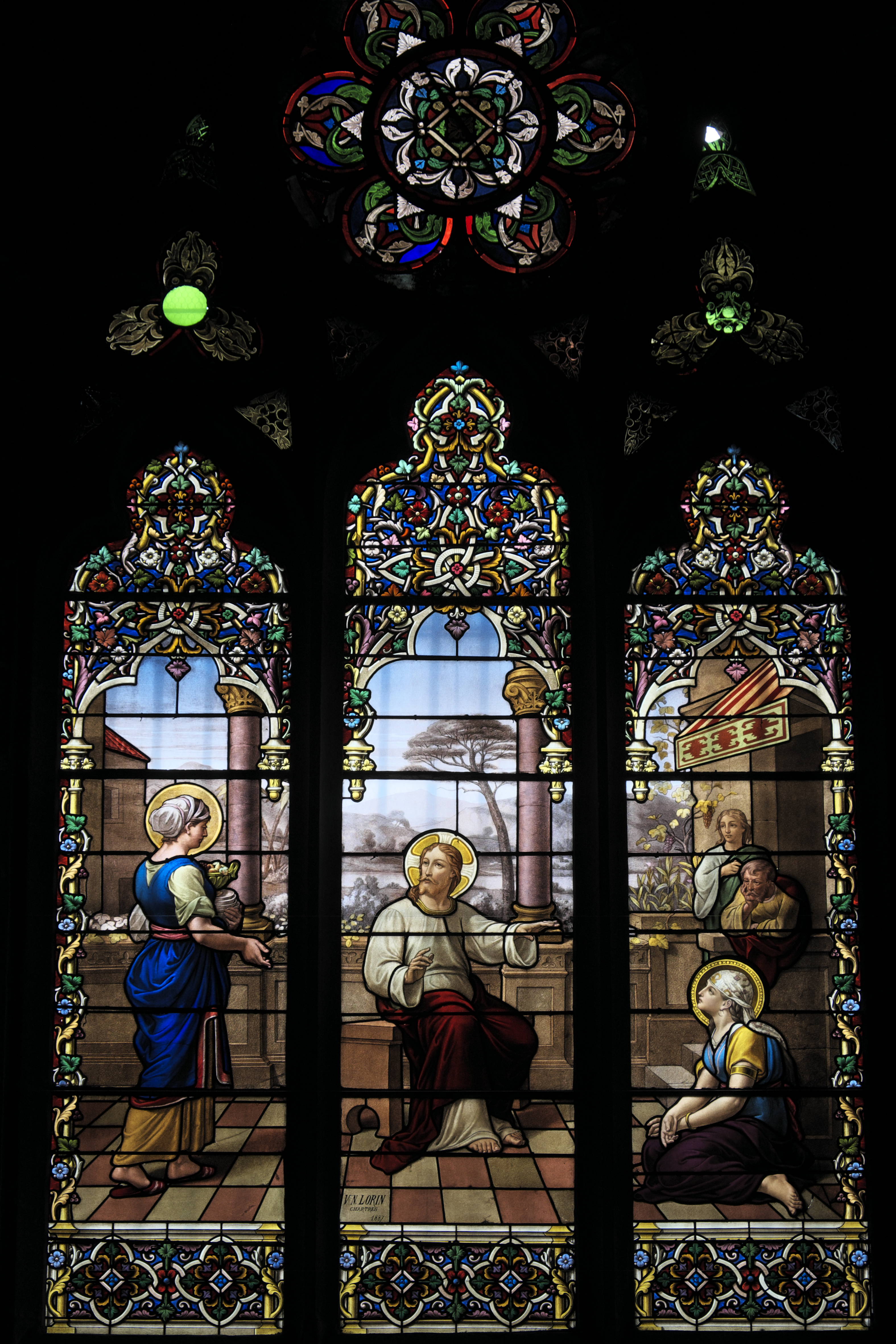
1887 Jésus chez Marthe et Marie Église Sainte-Marie-Madeleine de Marcoussis Essonne.
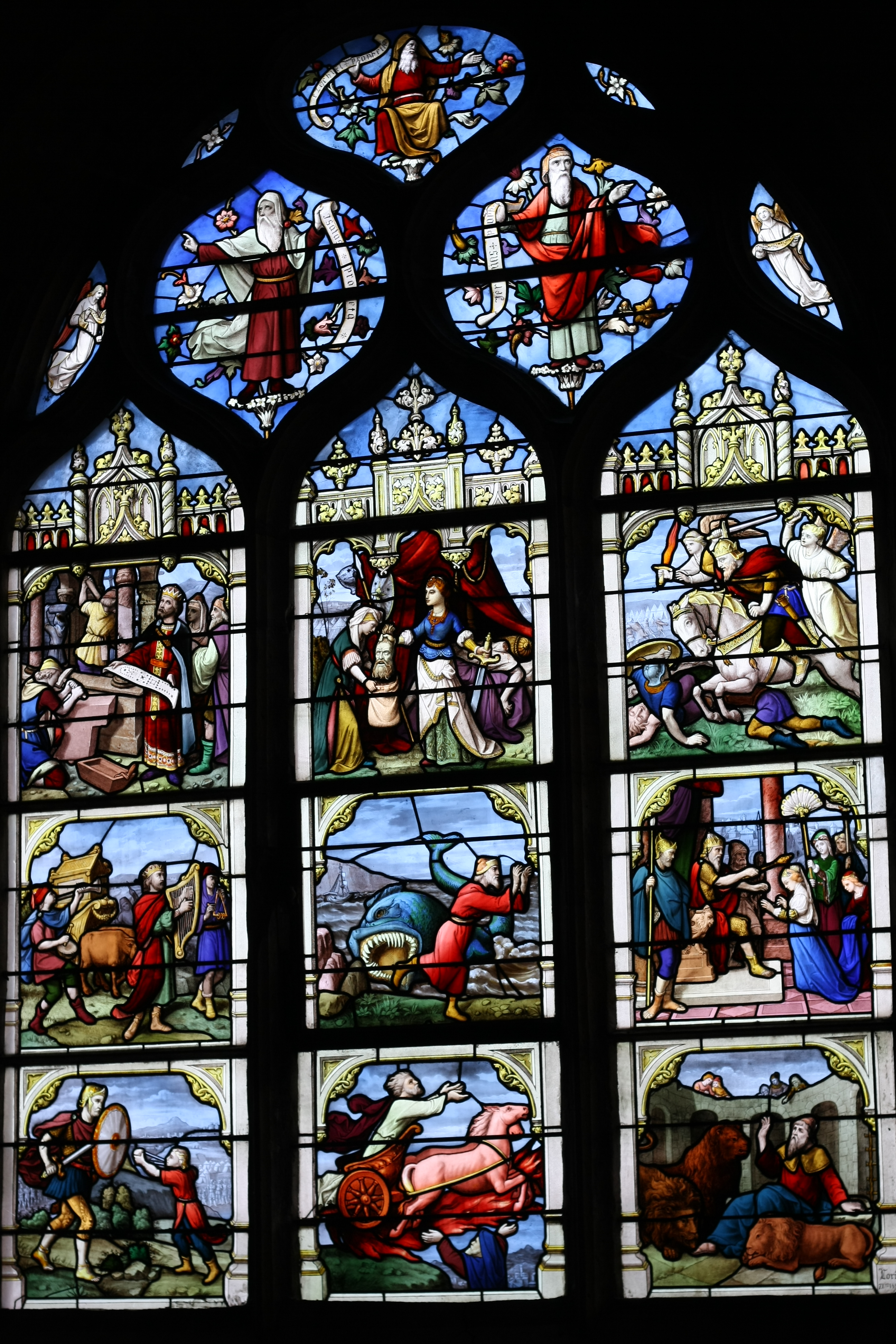
1888 Scènes de l'Ancien Testament Église Saint-Aignan, Chartres, Eure-et-Loir.
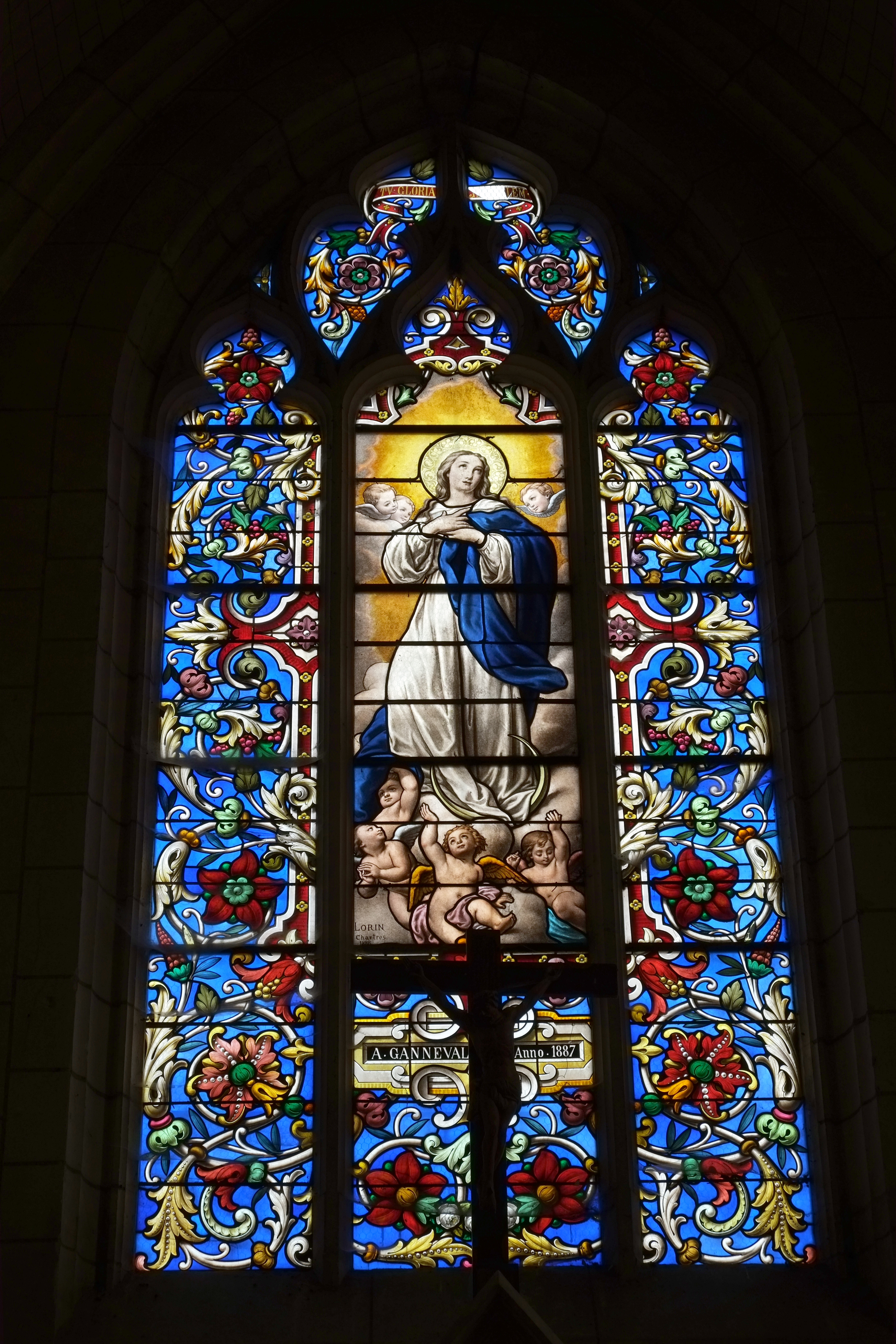
1888 Sainte-Marguerite Église de Cerdon Loiret.
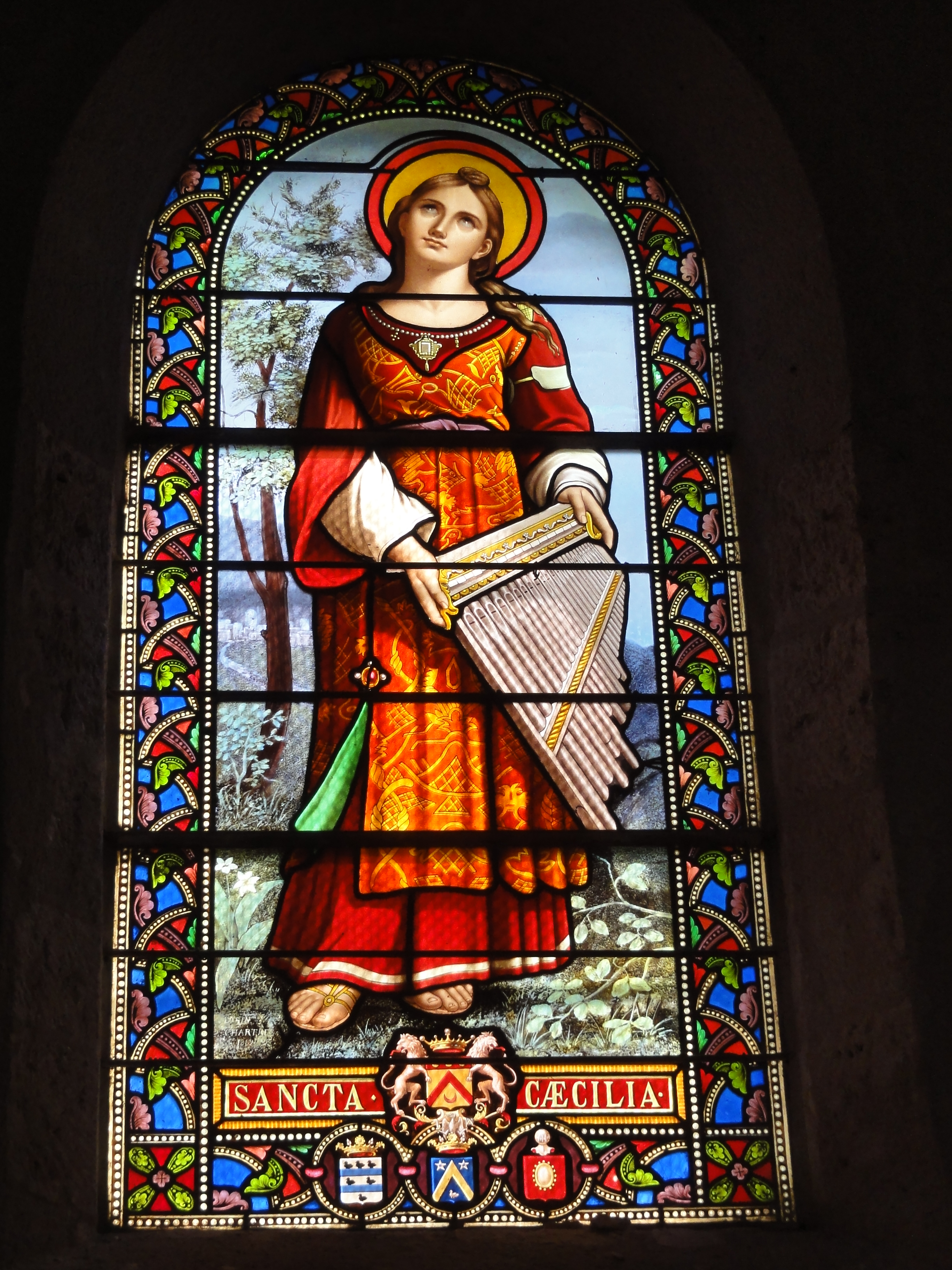
1889 Sainte Cécile, d'après le tableau de Raphaël Église de Lailly-en-Val Loiret.
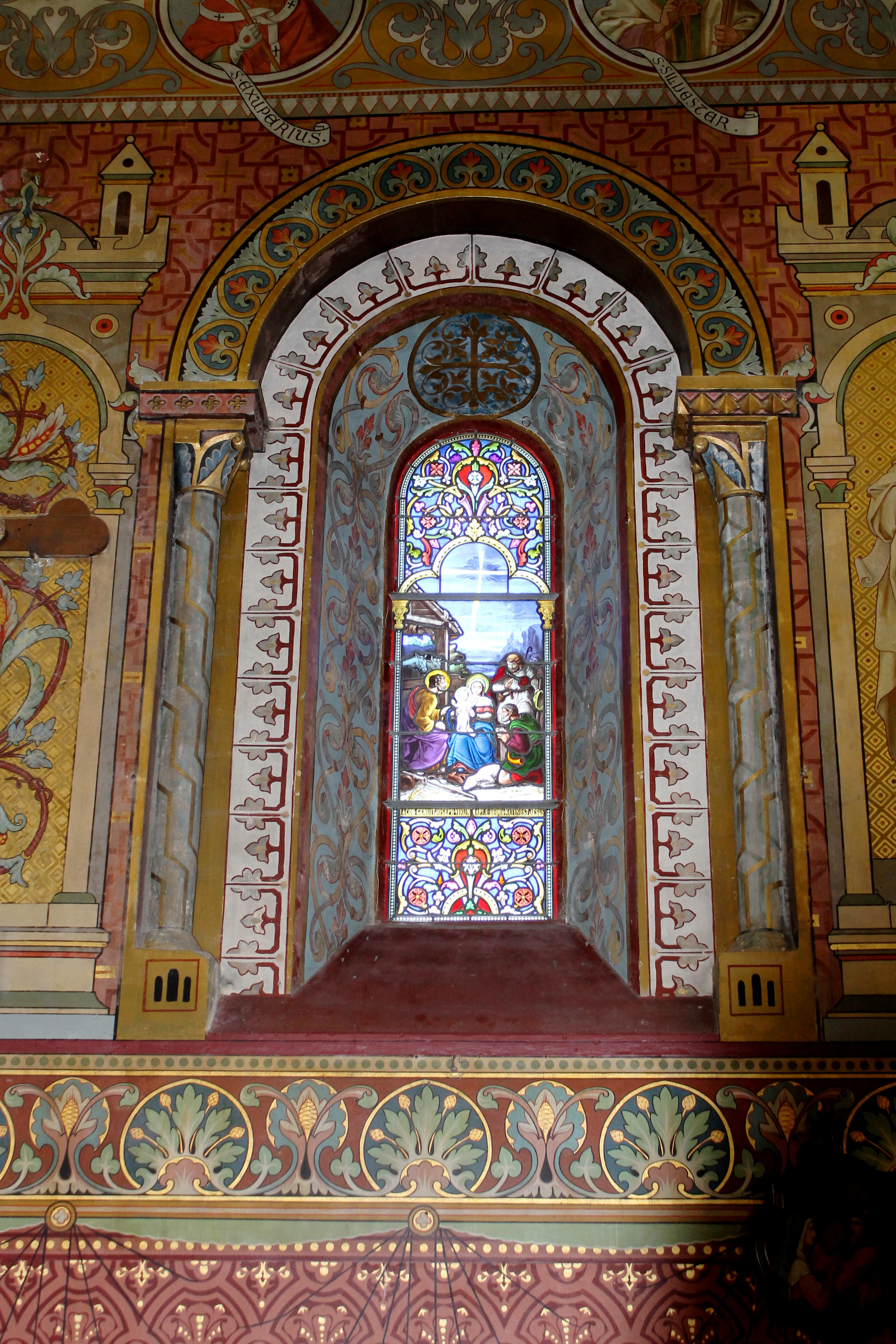
1889 Jacob genuit Joseph virum Mariae dequa Natus est Jesus Église de Mathieu Calvados.

- 1884
La mort de Joseph
Signature : V Lorin
Église d'Houlgate
Calvados.
- 1887
Jésus chez Marthe et Marie
Église Sainte-Marie-Madeleine de Marcoussis Essonne.
- 1888
Scènes de l'Ancien Testament
Église Saint-Aignan, Chartres, Eure-et-Loir.
- 1888
Sainte-Marguerite
Église de Cerdon
Loiret.
- 1889
Sainte Cécile, d'après le tableau de Raphaël[21]
Église de Lailly-en-Val
Loiret.
- 1889
Jacob genuit Joseph virum Mariae dequa Natus est Jesus Église de Mathieu
Calvados.